# Bad Boys (film, 1983)
Cet article concerne le film de Rick Rosenthal. Pour le film de Michael Bay, voir Bad Boys.
Pour les articles homonymes, voir Bad Boys.
Pour plus de détails, voir Fiche technique et Distribution.
Bad Boys est un film américain réalisé par Rick Rosenthal, sorti en salles en 1983.

## Synopsis
Chicago. Mick O'Brien est un adolescent de 16 ans qui passe son temps à commettre des larcins. Un jour, avec un ami, il entreprend de voler la drogue du gang de Paco Moreno. Mais l'entreprise tourne mal, se soldant par une fusillade et la fuite de Mick en voiture, entraînant une course-poursuite avec la police. Dans sa fuite, il renverse accidentellement un jeune garçon, qui s'avère être le frère cadet de Paco. Malheureusement pour Mick, arrêté par les forces de l'ordre, le jeune enfant est décédé. Envoyé dans un centre d'éducation surveillé à Rainford, sorte de prison pour adolescents, où règne une discipline de fer. Sympathisant avec son compagnon de cellule, Horowitz, il devient le "caïd" de la prison en tabassant Viking et Tweety, les têtes brûlées de l'établissement qui règnent en terreur. Mais il va apprendre que Paco, après avoir violé J.C., la petite amie de Mick, est envoyé dans le Centre, faute de place dans les prisons…

## Fiche technique
- Titre original et français : Bad Boys
- Réalisation : Rick Rosenthal
- Scénario : Richard Di Lello
- Photographie : Bruce Surtees et Donald E. Thorin
- Musique : Bill Conti
- Montage : Antony Gibbs (en)
- Production : Robert H. Solo (en)
- Sociétés de production : EMI Films et Solofilm Company
- Société de distribution : Universal Pictures
- Pays d'origine :  États-Unis
- Langue originale : anglais
- Genre : Drame
- Durée : 123 minutes (version originale), 104 minutes
- Dates de sortie en salles :
  -  États-Unis : 25 mars 1983
  -  France : 7 mars 1984
- Public : interdit aux moins de 12 ans lors de sa sortie en salles en France
- Box-office États-Unis : 9 190 819 dollars[1]
- Box-office France : 391 540 entrées[1]

## Distribution
- Sean Penn (VF : Gilles Laurent) : Mick O'Brien
- Reni Santoni (VF : Sady Rebbot) : Ramon Herrera
- Esai Morales (VF : Éric Legrand) : Paco Moreno
- Eric Gurry : Barry Horowitz
- Ally Sheedy : J. C. Walenski
- Clancy Brown (VF : Marc François) : « Viking » Lofgren
- Tony Mockus Jr. (VF : Henri Poirier) : Thomas Bendix
- Jim Moody (VF : Jacques Ferrière) : Gene Daniels
- Robert Lee Rush (VF : Patrick Poivey) : Warren « Tweety » Jerome
- Dean Fortunato : Perretti
- Lawrence Mah : Ricky Lee
- John Zenda (VF : Yves Barsacq) : Wagner
- Alan Ruck : Carl Brennan
- Martha De La Cruz (VF : Tamila Mesbah) : Mme Moreno

## Autour du film
- Le film marque les débuts cinématographiques d'Alan Ruck et d'Ally Sheedy.
- Lors d'une scène, on voit un cinéma qui projette Halloween 2, sorti en 1981 et réalisé par Rick Rosenthal.